# 풍매화

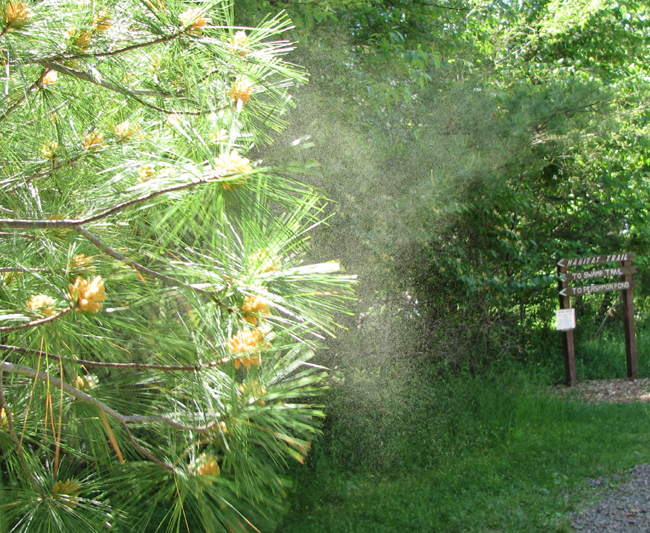
소나무의 꽃가루가 날리는 모습

풍매화(風媒花)는 바람에 의해 수정이 이루어지는 꽃이다.

## 예시
- 벼과: 벼, 밀, 옥수수 등
- 골풀과: 골풀, 방동사니 등
- 버드나무과: 버드나무, 사시나무, 수양버들 등
- 밤나무
- 오리나무
- 은행나무
- 참나무
- 호두나무
- 소나무

## 특징
풍매화는 바람에 의해 수정되기 때문에 대부분 꽃의 크기가 작다. 꽃의 색은 녹색이거나 흰색이 대부분이다. 소나무와 같은 침엽수는 암꽃과 수꽃이 따로 있다. 소나무의 수꽃은 송화 가루라 불리는 노란색 꽃가루로 덮인 노란색 기둥모양이다.

## 수분
바람에 의해 꽃가루가 날려 암술머리에 붙어 수분된다.(수정은 이후에 일어난다)

## 수정
수분된 꽃가루가 발아되어 화분관이 신장되고 화분관속의 정세포(정핵)이 난세포와 흉합되어 수정이 된다.
속씨식물(피자식물)에서는 정세포(정핵) 하나가 난세포와 또 하나의 정세포(정핵)가 극핵과 수정되는 중복수정이 일어난다.
일반적으로 수정은 화분자체가 발아하여 화분관이 신장하여 일어나는 데, 수분은 물, 바람, 곤충, 새 등에 의해 일어나므로
풍매화, 수매화, 충매화 등으로 나뉜다.